# Herrington Lake (Kentucky)
Herrington Lake ist ein 9 km² großer künstlicher Stausee im Boyle County im US-Bundesstaat Kentucky.
Mit einer maximalen Tiefe von 76 m ist der Stausee der tiefste in Kentucky.
Er entstand durch eine Staumauer, den Dix Dam, am Dix River kurz vor dessen Mündung in den Kentucky River. Das Wasserkraftwerk am Staudamm wird von PPL betrieben.